# Thomas Wasik

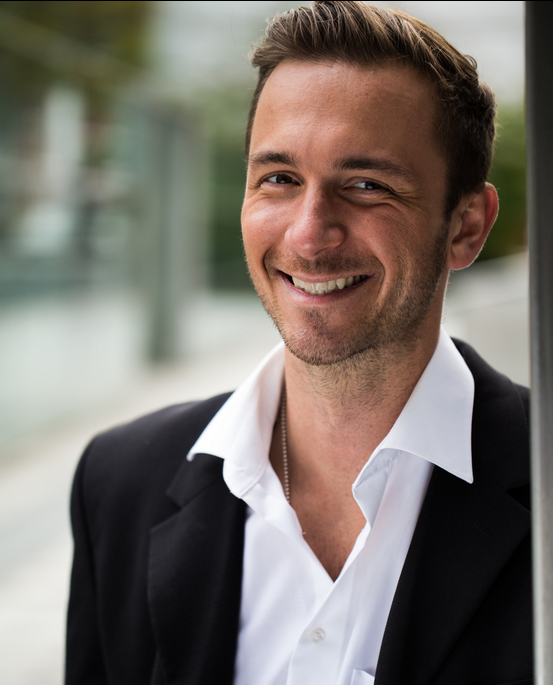
Thomas Wasik im Jahr 2016

Thomas Wasik (* 6. Oktober 1986 in Zabrze, Polen) ist ein deutscher Schauspieler, Moderator, Motivationstrainer und Musiker.

## Leben
Wasik besuchte 2003/04 als Austauschschüler die Maria Carillo High School in Santa Rosa (Kalifornien). Nach seiner Wiederkehr nach Deutschland absolvierte er am Märkischen Gymnasium Hamm im Jahr 2006 das deutsche Abitur. Vor seiner Schauspielausbildung in Köln an der FilmActingSchool Cologne leistete er in Madrid für sechs Monate einen europäischen Freiwilligendienst (EFD).
Seit 2008 ist Wasik als Schauspieler in diversen Haupt- und Nebenrollen in Filmen, TV-Serien, Werbespots und Internetproduktionen zu sehen. 2009 spielte er eine Nebenrolle im Hooligan-Kurzfilm Heimspiel. Heimspiel gewann den Max Ophüls Preis für den besten Kurzfilm 2010.
Seine erste Hauptrolle spielte Wasik 2009 in dem Kurzfilm Von Hunden und Dieben. Er verkörpert die Rolle des „Molocko“, den Anführer einer kleinen Gangsterbande, die versucht, den spießigen Phil mit seiner großen Liebe zu verkuppeln. Der Kurzfilm wurde auf dem Independentdays-Filmfest in Karlsruhe in der Kategorie Low-Budget-Film ausgezeichnet. In der WDR-Soap Ein Fall für die Anrheiner spielte Wasik von 2011 bis 2013 die Rolle des homosexuellen Chris Parker. Der Kinofilm Obława (Treibjagd), in dem er einen deutschen Soldaten spielte, wurde 2011 in Polen als bester Film des Jahres ausgezeichnet. Wasik war zudem an diversen Werbeproduktionen beteiligt, u. a. Bacardi Oakheart, Edeka und Radio Lippe Welle Hamm.
Als Moderator stand Wasik neben der Rosbacher Superkicktour 2012 und der Bunte Wünsche Tour von Krüger 2014 u. a. für das japanische Fernsehen vor der Kamera und moderierte 24 Episoden für den japanischen Sender NHK als Reporter über die Sehenswürdigkeiten der Stadt Köln. In gleicher Funktion ist er auch für den Youtube-Hip-Hop-Channel Drive-By als „RapRiddlah“ zu sehen und führt mit diversen Rappern der Republik Interviews.
Seit 2009 arbeitet Wasik für das pädagogische Theaterinstitut „Forumtheater inszene“ als Berufs-Motivationscoach an diversen Haupt- und Realschulen und Berufskollegen im Raum Köln. Ziel der Arbeit ist die Stärkung des Selbstbewusstseins der Schüler der Klassen 9 bis 11.
Ende 2012 gründete Wasik die freie Musikplattform „4LRecords“. Unter dem Pseudonym Tomek4L (LiveLove & Love Life) tritt er in seinen Musikvideos auf.
Im Jahr 2014 nahm Wasik als Kandidat an der RTL-Dating-Show Adam sucht Eva teil.
Seit Januar 2017 spielt Wasik die Hauptrolle des Polizeiobermeisters Moritz Wegner in der RTL II Doku-Soap Die Wache Hamburg.
Wasik arbeitet als Mentaltrainer und Keynote Speaker.

## Benefiztätigkeit
2014 nahm er am Telefon des RTL-Spendenmarathon für „Kinder in Not“ Anrufe entgegen. Zudem nahm er am VIP-Benefizpferderennen 2015 und 2017 in Köln zugunsten des Kinderschutzbundes teil.

Seit 2016 unterstützt er das Projekt "Stars for Kids" aus Delmenhorst, das jährlich ein Benefiz-Krimindinner für bedürftige Kinder ausrichtet.
2017 unterstützt Wasik als Motivationstrainer in Zusammenarbeit mit Bürgermeister Michael Merz das zugunsten von rumänischen Kindern organisierte Wohltätigkeitskonzert in Ransbach-Baumbach. Im Rahmen des RTL-Spendenmarathon nahm er 2017 in Essen am Benefiz-Kartrennen teil.

## Filmografie (Auswahl)
- 2008 Geschnappt (TV-Serie/WDR)
- 2008 Win or Lose (Kurzfilm)
- 2009 Von Hunden und Dieben (Kurzfilm)
- 2009 Heimspiel (Kurzfilm)
- 2009 Verbotene Liebe (TV-Serie/ARD)
- 2010 The Church (Pilotfilm)
- 2010 Bon Voyage (Kurzfilm)
- 2010 Alles was zählt (TV-Serie/RTL)
- 2011 Oblawa / Treibjagd (Kino)
- 2011 EuroVision Songcontest Postcard Clip (Pro 7)
- 2012 Plastic (Kino)
- 2012 Pastewka (TV-Serie/Sat 1)
- 2012 Tatort Münster (ARD)
- 2011–2013 Ein Fall für die Anrheiner (TV-Serie/WDR)
- 2013 Kleine Fische bringen Glück (Kurzfilm)
- 2014 Ein etwas anderer Tag (Kurzfilm)
- 2015 Unter uns (TV-Serie/RTL)
- 2015 Alarm für Cobra 11 die Autobahnpolizei
- 2016 Morowe Panny Historischer TV Mehrteiler, (TVP 1, Polen)
- 2017 Die Wache Hamburg (TV-Serie/RTL II, Hauptrolle)
- 2017 Betrugsfälle - Freundinnen Durch dich und Dünn (Pilotserie)
- 2018 Aktenzeichen XY ungelöst - (ZDF)
- 2019 Herz über Kopf (TV-Serie / RTL / Crimenovela)

## Bücher
- JETZT GLÜCKLICH SEIN - Liebe, Geld, Gesundheit - 100% Lebensqualität. epubli GmbH, Berlin 2015. ISBN 978-3-7375-6823-4.

## Musik
- Tomek4L feat. MizzDizzy/Worldsmile (Single)
- Tomek4L feat. Ivana/Two Worlds (Single)
- Tomek4L feat. Ilke/Kiss & Fly (Single)
- Tomek4L feat Ilke/Danceharmony (Single)
- Tomek4L/Diese Musik (Single)